# Norris Bowden
Robert Norris Bowden (Toronto, Ontário, 13 de agosto de 1926 – Toronto, Ontário, 9 de abril de 1991) foi um patinador artístico canadense, que competiu em provas indiduais, de duplas e de dança no gelo. Ela conquistou uma medalha de prata olímpica em  1956 ao lado de Frances Dafoe, e quatro medalhas em campeonatos mundiais, sendo duas de ouro e duas de prata.

## Principais resultados

### Duplas com Frances Dafoe
| Resultados                                            | Resultados       | Resultados      | Resultados       | Resultados      | Resultados      | Resultados       | Resultados    | Resultados    | Resultados    | Resultados    | Resultados    | Resultados    |
| Internacional                                         | Internacional    | Internacional   | Internacional    | Internacional   | Internacional   | Internacional    | Internacional | Internacional | Internacional | Internacional | Internacional | Internacional |
| Evento/Temporada                                      | 1950– 1951       | 1951– 1952      | 1952– 1953       | 1953– 1954      | 1954– 1955      | 1955– 1956       |               |               |               |               |               |               |
| ----------------------------------------------------- | ---------------- | --------------- | ---------------- | --------------- | --------------- | ---------------- | ------------- | ------------- | ------------- | ------------- | ------------- | ------------- |
| Jogos Olímpicos                                       |                  | 5.º             |                  |                 |                 | Medalha de prata |               |               |               |               |               |               |
| Campeonato Mundial                                    |                  | 4.º             | Medalha de prata | Medalha de ouro | Medalha de ouro | Medalha de prata |               |               |               |               |               |               |
| Campeonato Norte-Americano                            |                  |                 | Medalha de ouro  |                 | Medalha de ouro |                  |               |               |               |               |               |               |
| Nacional                                              |                  |                 |                  |                 |                 |                  |               |               |               |               |               |               |
| Campeonato Canadense                                  | Medalha de prata | Medalha de ouro | Medalha de ouro  | Medalha de ouro | Medalha de ouro |                  |               |               |               |               |               |               |
|                                                       |                  |                 |                  |                 |                 |                  |               |               |               |               |               |               |
| Legenda: Competição não foi disputada nesta temporada |                  |                 |                  |                 |                 |                  |               |               |               |               |               |               |

### Dança no gelo com Frances Dafoe
| Campeonato Canadense | Medalha de bronze | Medalha de bronze | Medalha de ouro |

### Individual masculino
| Campeonato Canadense          |                  |                  | Medalha de prata | Medalha de ouro |
| Campeonato Canadense – Júnior | Medalha de prata | Medalha de prata |                  |                 |